# Joost Eerdmans
Bernard Johannes Eerdmans, dit Joost Eerdmans, né le 9 janvier 1971 à Harderwijk, est un homme politique néerlandais. Dirigeant du parti JA21, qu'il co-fonde en 2020 après son retrait du Forum pour la démocratie (FvD), il est élu lors des élections législatives de 2021 à la Seconde Chambre, où il siège auparavant de 2002 à 2006, pour la Liste Pim Fortuyn (LPF) jusqu'en 2004, puis en tant qu'indépendant.

## Biographie

### Études et début de carrière
Diplômé de l'université Érasme de Rotterdam et de l'université de l'Indiana à Bloomington, Joost Eerdmans travaille au ministère de la Justice de 1997 à 1999. À cette date, il devient secrétaire d'Ivo Opstelten, bourgmestre de Rotterdam.

### Engagement national et local
Élu à la Seconde Chambre des États généraux lors des élections législatives de 2002 pour la Liste Pim Fortuyn (LPF), il est réélu en 2003, mais siège sans étiquette à partir de 2004. Il est placé deuxième sur la liste du nouveau parti EénNL à l'occasion des élections législatives de 2006, mais ce dernier ne remporte aucun siège.
En 2009, il devient échevin à Capelle aan den IJssel pour le parti local Capelle vivable, puis en 2014 à Rotterdam pour Rotterdam vivable. En 2018, il devient président de groupe au conseil municipal de Rotterdam.

### Fondation de JA21
Annoncé en quatrième place sur la liste du Forum pour la démocratie (FvD) aux élections législatives de 2021, il renonce aux côtés d'autres personnalités en novembre 2020 après des querelles internes sur fond de remarques jugées antisémites de Thierry Baudet, chef de file du parti. Peu de temps après, il co-fonde JA21, parti se voulant plus modéré que le FvD.
Il mène la liste de JA21 aux élections législatives, lors desquelles le parti remporte 3 sièges. Eerdmans devient président de groupe parlementaire le 31 mars 2021 lors de l'ouverture de la 38e législature de la Seconde Chambre.